# 독액

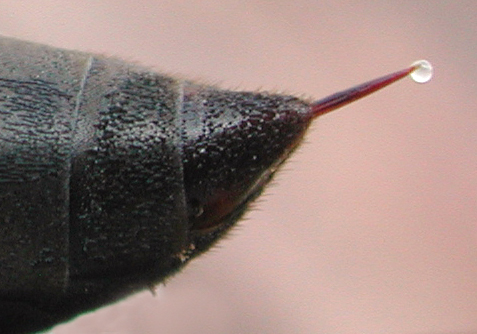
말벌의 독액

독액(毒液, venom)은 동물이 만들어내는 독소 중에서, 그 동물이 다른 동물을 깨물거나 침 등의 날카로운 신체부위를 이용해 주입해 넣는 것을 말한다. 공격용 독이라고 할 수 있다. 동식물이 몸에 품고 있어서 그 동식물을 만지거나 잡아먹으면 독이 발동되는 독물(poison)과는 작용기작이 반대다.
독액은 육상 및 해양 환경과 포식자와 먹이, 척추동물과 무척추동물 등 다양한 동물에서 진화해 왔다. 독액은 세포를 죽이는 적어도 4가지 주요 종류의 독소, 즉 괴사독소와 세포독소의 작용을 통해 사망한다. 신경계에 영향을 미치는 신경독소, 근육을 손상시키는 근독소, 혈액 응고를 방해하는 헤모톡신 등이 그것이다. 독액이 있는 동물은 매년 수만 명의 인간 사망을 초래한다.
독액은 종종 다양한 유형의 독소가 복잡하게 혼합된 형태이다. 독액의 독소는 혈전증, 관절염 및 일부 암을 포함한 광범위한 의학적 상태를 치료하는 데 사용된다. 독학에 대한 연구에서는 다른 여러 질환에 대한 독독소의 잠재적인 사용을 조사하고 있다.